# 10626 Zajíc
10626 Zajíc eller 1998 AP8 är en asteroid i huvudbältet som upptäcktes den 10 januari 1998 av den tjeckiske astronomen Lenka Kotková vid Ondřejov-observatoriet. Den är uppkallad efter Jan Zajíc.